# Henri Cordier
Henri Cordier (New Orleans, 1849. augusztus 8. – Párizs, 1925. március 16.; kínai neve pinjin hangsúlyjelekkel: Gāo Díài; magyar népszerű: Kao Ti-aj; egyszerűsített kínai: 高迪爱; hagyományos kínai: 高迪愛) francia, nyelvész, történész, etnográfus, orientalista, sinológus.

## Élete, munkássága
Cordier New Orleansban, az Egyesült Államokbanban született, de családja 1852-ben áttelepült Franciaországba, és Párizsban éltek. Tanulmányait 1855-ben kezdte meg a Collège Chaptalon, majd Angliában folytatta.
Húsz esztendős volt, amikor 1869-ben Sanghajba utazott, ahol egy angol banknál helyezkedett el. A következő két évben több cikket is publikált a helyi újságokban. 1872-ben a Royal Asiatic Society észak-kínai csoportjának lett a könyvtárosa. Ebben az időszakban mintegy húsz cikke jelent meg az Evening Courier, a North China Daily News, és a Journal of the North China Branch of the Royal Asiatic Societycímű lapokban.
Bár idővel a francia sinológus, Édouard Chavannes lett a mentora, Cordier élete végégig nem rendelkezett alapos kínai nyelvi tudással. Ennek ellenére munkásságával jelentős mértékben járult hozzá a 19. század végének, a 20. század elejének francia, és ezzel együtt európai sinológiai kutatások fellendítéséhez.
1876-ban kinevezték a kínai diákok európai tanulmányait biztosító kínai kormányprogram titkárává.
1881-től 1925-ig a l'École spéciale des Langues orientales professzora volt, továbbá az École Libre des Sciences Politiques-en is professzorként tevékenykedett. A francia földrajzi társaság, Société de Géographie elnöki tisztét is betöltötte.
Bibliotheca Sinica bibliográfiai gyűjteményében mintegy 70 ezer, 1921-ig, Kínával kapcsolatos tételt gyűjtött össze. Másik jelentős és elévülhetetlen érdeme, hogy a holland Gustaaf Schlegellel közösen, 1890-ben megalapították és útjára indították a sinológia kutatások máig egyik legfontosabb szaklapjának számító T’oung Pao című folyóiratot.

## Főbb művei
- Bibliotheca sinica. Dictionnaire bibliographique des ouvrages relatifs à l'Empire chinois, Vol. 1; Vol. 2. (1878-1895)
- Bibliographie des œuvres de Beaumarchais (1883)
- La France en Chine au XVIIIe siècle: documents inédits/publiés sur les manuscrits conservés au dépôt des affaires étrangères, avec une introduction et des notes (1883)
- Mémoire sur la Chine adressé à Napoléon Ier: mélanges,  Vol. 1; Vol. 2; by F. Renouard de Ste-Croix, edited by Henri Cordier. (1895-1905)
- Les Origines de deux établissements français dans l'Extrême-Orient: Chang-Haï, Ning-Po, documents inédits, publiés, avec une introduction et des notes (1896)
- La Révolution en Chine: les origines (1900)
- Conférence sur les relations de la Chine avec l'Europe. (1901)
- L'Imprimerie sino-européenne en Chine: bibliographie des ouvrages publiés en Chine par les Européens au XVIIe et au XVIIIe siècle. (1901)
- Dictionnaire bibliographique des ouvrages relatifs à l'Empire chinois: bibliotheca sinica, Vol. 1; Vol. 2; Vol. 3; Vol. 4. (1904-1907)
- L'Expédition de Chine de 1860, histoire diplomatique, notes et documents (1906)
- Bibliotheca Indosinica. Dictionnaire bibliographique des ouvrages relatifs à la péninsule indochinoise (1912)
- Bibliotheca Japonica. Dictionnaire bibliographique des ouvrages relatifs à l'empire Japonais rangés par ordre chronologique jusqu'à 1870 (1912)
- Le Voyage à la Chine au XVIIIe siècle. Extrait du journal de M. Bouvet, commandant le vaisseau de la Compagnie des Indes le Villevault (1765-1766) (1913)
- Cathay and the Way Thither: being a Collection of Medieval Notices of China (1913)
- Bibliographie stendhalienne (1914)
- La Suppression de la compagnie de Jésus et la mission de Péking (1918)
- The travels of Marco Polo (1920), with Henry Yule
- Histoire générale de la Chine et de ses relations avec les pays étrangers: depuis les temps les plus anciens jusqu'à la chute de la dynastie Mandchoue, Vol. I, Depuis les temps les plus anciens jusqu'à la chute de la dynastie T'ang (907); Vol. 2, Depuis les cinq dynasties (907) jusqu'à la chute des Mongols (1368); Vol. 3, Depuis l'avènement des Mings (1368) jusqu'à la mort de Kia K'ing (1820); Vol. 4, Depuis l'avènement de Tao Kouang (1821) jusqu'à l'époque actuelle. (1920-1921)
- La Chine. (1921)
- La Chine en France au XVIIIe siècle (Paris, 1910)

## Fordítás
- Ez a szócikk részben vagy egészben  a   Henri Cordier című angol Wikipédia-szócikk ezen változatának fordításán alapul.  Az eredeti cikk szerkesztőit annak laptörténete sorolja fel. Ez a jelzés csupán a megfogalmazás eredetét és a szerzői jogokat jelzi, nem szolgál a cikkben szereplő információk forrásmegjelöléseként.